# Johnatan Cañaveral
Johnatan Cañaveral Vargas (2 november 1996, Pereira) is een Colombiaanse wielrenner.

## Belangrijkste resultaten

### 2017
3e Colombiaanse kampioenschap onder 23.

### 2018
2e Gran Premio Comite Olímpico Nacional
4e algemeen Vuelta a Costa Rica
1e jongerenklassement
1e etappe 8
4e algemeen Circuit des Ardennes
1e jongerenklassement
10e GP Adria Mobil
10e Giro del Belvedere

### 2019
1e etappe 2 Vuelta a Boyacá
7e algemeen Vuelta Ciclista Comunidad de Madrid

### 2020
8e algemeen Turul Romaniei

## Resultaten in voornaamste wedstrijden
|      | \| Jaar \| Amstel Gold Race \| Strade Bianche \| \| ---- \| ---------------- \| -------------- \| \| 2022 \| opgave \| opgave \| |                |
| Jaar | Amstel Gold Race | Strade Bianche |
| 2022 | opgave | opgave         |

## Ploegen
2018 –  Bicicletas Strongman Colombia Coldeportes
2019 –  Coldeportes Bicicletas Strongman
2020 –  Giotti Victoria
2021 –  Bardiani-CSF-Faizanè
2022 –  Bardiani-CSF-Faizanè

## Bron
- Dit artikel of een eerdere versie ervan is een (gedeeltelijke) vertaling van het artikel Johnatan Cañaveral op de Engelstalige Wikipedia, dat onder de licentie Creative Commons Naamsvermelding/Gelijk delen valt. Zie de bewerkingsgeschiedenis aldaar.

Battaglin · Bonillo · Cañaveral · Colnaghi · Covili · El Gouzi · Fiorelli · Gabburo · Marcellusi · Martinelli · Mazzucco · Modolo · Mulubrhan (vanaf 21/4) · Nieri · Pellizzari · Pinarello · Rastelli · Santaromita · Tarozzi · Tolio · Tonelli · Trainini (tot 5/4) · Visconti (tot9/3) · Zana · Zanoncello · Zoccarato · Magli (stagiair)